# Emilio Alluè
Emilio Simeon Alluè Carcasona SDB (ur. 18 lutego 1935 w Huesce, Hiszpania, zm. 26 kwietnia 2020 w Bostonie) – amerykański duchowny katolicki pochodzenia hiszpańskiego, biskup pomocniczy Bostonu w latach 1996–2010.

## Życiorys
Święcenia kapłańskie otrzymał 22 grudnia 1966 w zgromadzeniu Salezjan św. Jana Bosco.
24 lipca 1996 papież Jan Paweł II mianował go biskupem pomocniczym Bostonu ze stolicą tytularną Croae. Sakrę otrzymał z rąk ówczesnego metropolity kard. Bernarda Law. Na emeryturę przeszedł 10 czerwca 2010.
Zmarł 26 kwietnia 2020 na COVID-19.